# Bonus-malussysteem
Het bonus-malussysteem is een Nederlandse term uit de autoverzekering. Door middel van het bonus-malussysteem worden 'goede rijders' (verzekerden die geen schade claimen) beloond en slechte rijders gestraft. De term bonus-malus komt uit het Latijn. Bonus is het Latijnse woord voor goed en malus voor slecht. Het huidige bonus-malussysteem is ingevoerd in 1982 als vervanging van het no-claimsysteem. Vaak wordt er nog gesproken van no-claimkorting als bonus-maluskorting wordt bedoeld. Een bonus-malussysteem komt in de meeste Europese landen voor, inhoudelijk zijn er echter grote verschillen.

## Werking
Het bonus-malussysteem beloont schadevrije rijders met een lagere premie en straft schaderijdende bestuurders met een hogere premie. Het bonus-malussysteem werkt met een bonus-malusladder. Deze ladder bestaat uit een aantal treden (doorgaans 15 tot 20). Aan elke trede is een bepaalde korting of toeslag op de premie gekoppeld. Na een jaar waarin geen schade ten laste van de verzekering is gekomen, stijgt de verzekerde één trede. Na een jaar waarin één of meer schades zijn geclaimd zakt de verzekerde een aantal treden, meestal zo’n vijf voor één schade. De ladder begint meestal bij 25% toeslag en eindigt bij 75 of 80% korting.

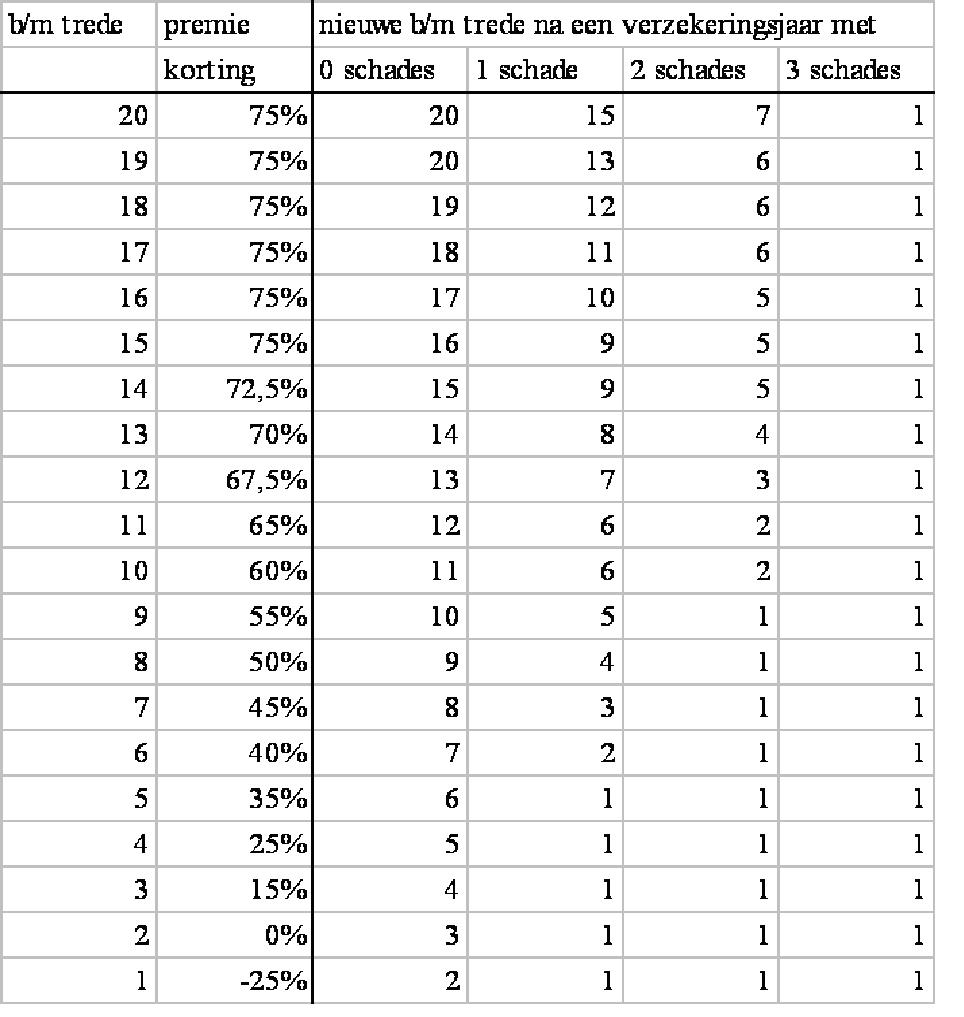
voorbeeld van een bonus-malusladder

## Inschaling
De verzekeraar bepaalt op welke trede de verzekerde wordt ingeschaald. De verzekeraar zal doorgaans een standaard-trede hebben waarop iemand wordt ingeschaald. Afhankelijk van een aantal factoren, zoals leeftijd, aantal kilometers per jaar, woonplaats en beroep kunnen er een aantal extra treden toegekend worden. Het eventuele bij een eerdere verzekeraar opgebouwde aantal schadevrije jaren wordt daarbij opgeteld.

## Welke schades zijn van invloed?
In principe is elke schade die ten laste van de verzekering komt van invloed op de bonus-maluskorting. Voor zover mogelijk zal de verzekeraar een schade trachten te verhalen op een aansprakelijke wederpartij. Wanneer dit verhaal slaagt dan komt de schade niet ten laste van de verzekering en wordt de bonus-maluskorting niet aangepast. Daarnaast is het gebruikelijk dat de verzekerde een vergoede schade later voor eigen rekening kan nemen waardoor er eveneens geen gevolgen voor de premie zijn. Bij de meeste verzekeraars zijn alle schades die onder de beperkt-casco dekking vallen, zoals schade door diefstal, inbraak, ruitbreuk, hagel, storm en (wilde) dieren, niet van invloed op de bonus-maluskorting.

## Afgifte Royementsgegevens
Bij het overstappen naar een andere verzekeraar worden aan het systeem Roy-data, dat slechts toegankelijk is voor motorrijtuigenverzekeraars, de royementsgegevens gemeld. Tot deze royementsgegevens behoort het aantal opgebouwde schadevrije jaren. Deze schadevrije jaren zijn van belang voor de bonus-maluskorting bij de nieuwe verzekeraar. De oude verzekeraar is verplicht de cliënt op de hoogte te stellen van het gemelde aantal schadevrije jaren. Deze systematiek is ingevoerd voor royementsgegevens met een royementsdatum vanaf 1 september 2007. Vanaf die datum behoeven cliënten geen royementsverklaringen meer door te sturen naar de nieuwe verzekeraar.

### Schadevrije jaren
Schadevrije jaren zijn bij schadevrij rijden eenvoudig te bepalen, zoals in onderstaand voorbeeld:
Iemand wordt met bovenstaande bonus-malusladder ingeschaald op trede 5. Deze persoon sluit voor het eerst in zijn leven een autoverzekering af. Na vijf jaar schadevrij te hebben gereden zegt hij zijn verzekering op aangezien hij bij een andere verzekeraar een beter aanbod krijgt. De verzekeraar geeft nu een royementsverklaring af met vijf schadevrije jaren. Deze schadevrije jaren neemt de volgende verzekeraar over.
Bij een schade wordt het aantal schadevrije jaren aangepast aan de hand van het aantal treden achteruitgang op de bonus-malusladder. Hierdoor kunnen ook negatieve schadevrije jaren ontstaan.
De persoon uit bovengenoemd voorbeeld zegt na vijf jaar zijn verzekering op. In het derde jaar heeft hij echter een aanrijding veroorzaakt. In het derde jaar 'valt' hij nu terug van trede 7 (45% korting) naar trede 3 (15% korting). In het derde jaar had hij twee schadevrije jaren bij de nieuwe verzekeraar opgebouwd. Deze twee schadevrije jaren worden verminderd met de 4 treden terug. Er resteren derhalve -2 schadevrije jaren (een zogenoemde malusregistratie). De verzekeraar geeft, als de verzekerde in dat jaar van verzekeraar zou veranderen, royementsgegevens af aan Roy-data met -2 schadevrije jaren. Daarnaast wordt er melding gemaakt bij het centrale meldpunt van de verzekeraars, (FISH, Fraude en Informatiesysteem Holland). De nieuwe verzekeraar kan de malusregistratie eenvoudig achterhalen vanuit FISH.

## Bescherming opgebouwde rechten
Sommige verzekeraars van motorrijtuigen bieden de mogelijkheid om een aanvullende dekking op uw autoverzekering af te sluiten, waarmee u uw positie op de bonus-malusladder na een toekomstige schade veilig kunt stellen. De premie voor deze extra dekking is doorgaans een percentage van de premie die u betaalt voor uw autoverzekering. Hierdoor ontstaat een systeem waarbij u minder voor deze aanvullende dekking betaalt naarmate u hoger op de bonus-malusladder staat. Mensen in een maluspositie (negatieve schadevrije jaren) zullen in dit systeem het meeste betalen maar zullen daarnaast ook het minste behoefte hebben om deze opbouwbeschermer af te sluiten. Een maluspositie kan namelijk de keuzevrijheid voor een verzekeringsmaatschappij beperken en de verzekerde betaalt een hoge premie. De "bonusopbouwbeschermer" is niet bij iedere verzekeringsmaatschappij hetzelfde. Zo zijn er verzekeringsmaatschappijen die u na een schade weliswaar niet terug laten vallen op de bonus-malusladder, maar u in het aansluitende verzekeringsjaar ook niet verder laten opbouwen. Uw situatie wordt op dat moment voor een jaar of langer bevroren. Daarnaast zijn er verzekeraars die uw positie op de bonus-malusladder wel laten stijgen in het aansluitende verzekeringsjaar. Zowel de systematiek als de premies verschillen en het vereist vaak flink wat uitzoekwerk om te bepalen welke verzekering het beste aansluit bij uw situatie. Het is belangrijk om vooraf bij uw eigen verzekeraar te informeren wat uw "werkelijk of zuiver aantal schadevrije jaren" zijn indien u naar een andere verzekeringsmaatschappij wilt overstappen. Door diverse oorzaken kunnen aan uw echte schadevrije jaren (opgebouwde rechten), door de verzekeringsmaatschappij extra treden (extra stapjes op de bonus-malusladder zonder dat hier schadevrije jaren aan ten grondslag liggen) zijn toegevoegd waardoor een hogere korting ontstaat dan op basis van uw echte schadevrije jaren gerechtvaardigd zou zijn. Deze treden zijn een extraatje van uw verzekeringsmaatschappij en geen opgebouwde rechten. Ze kunnen een sterk vertekend beeld van uw echte schadevrije jaren geven en kan het voorkomen dat u zich, zonder hiervan bewust te zijn, in een maluspositie bevindt. Het kan voorkomen dat deze maluspositie voor uw nieuwe verzekeringsmaatschappij aanleiding is om u niet te accepteren en de reeds verleende voorlopige dekking niet om te zetten in een verzekeringscontract. De tussenpersoon of verzekeringsmaatschappij kan de verzekerde met vragen hiermee helpen.